# Cupha kangeana
Cupha kangeana är en fjärilsart som beskrevs av Hans Fruhstorfer 1903. Cupha kangeana ingår i släktet Cupha och familjen praktfjärilar. Inga underarter finns listade i Catalogue of Life.